# Thomasominis
Els thomasominis (Thomasomyini) són una tribu de rosegadors de la família dels cricètids. Les espècies d'aquest grup són oriündes de les serralades de Sud-amèrica i, particularment, els Andes. La taxonomia dels thomasominis és complicada i encara no s'ha determinat amb certesa la composició de la tribu. «Thomasomyini» deriva del nom del gènere Thomasomys, que al seu torn fou elegit en honor del mastòleg britànic Oldfield Thomas.